# المعهد الملكي للدراسات الأوروبية
المعهد الملكي للدراسات الأوروبية (RIEE) ( الإسبانية: Real Insituto de Estudios Europeos ) هو مركز أبحاث إسباني ومدرسة عليا مخصصة للبحث والتعليم العالي في الموضوعات المتعلقة بالاتحاد الأوروبي. يقع المعهد الملكي في سرقسطة، إسبانيا.

## درجة الماجستير في الاتحاد الأوروبي
يمنح المعهد درجة الماجستير في الاتحاد الأوروبي، بالتعاون مع وزارة الخارجية الإسبانية والمفوضية الأوروبية والبرلمان الأوروبي. يتمركز بشكل رئيسي في سرقسطة مع زيارات عمل مختلفة إلى العديد من المؤسسات في بروكسل، ستراسبورغ، جنيف، لوكسمبورغ، مدريد أو فرانكفورت.

### العروض الترويجية
وتُعرف السنوات الدراسية في معهد المعهد الملكي للدراسات الأوروبية بالترقيات، ويسميها الطلاب على اسم شخصيات بارزة مؤيدة لأوروبا.
- الفوج الاول. جاك ديلور (1988-1989)
- الفوج الثاني. جوليو أندريوتي (1989–90)
- الفوج الثالث. مارسيلينو أوريجا (1990-1991)
- الفوج الرابعة. كارلوس ويستندورب (1991-1992)
- الفوج الخامسة. آبل ماتوتيس (1992-1993)
- الفوج السادس . خافيير إلورزا (1993-1994)
- الفوج السابعة. سلفادور دي مادارياجا (1994–95)
- الفوج الثامنة. إينيكو لاندابورو (1995-1996)
- الفوج التاسعة. جان مونيه (1996-1997)
- الفوج العاشرة. خوسيه أنطونيو باستور ريدرويجو (1997–98)
- الفوج الحادي عشر. بيدرو سولبيس (1998-1999)
- الفوج الثاني عشر. أنطونيو لا برجولا (1999-2000)
- الفوج الثالث عشر. كارلوس الخامس (2000-2001)
- الفوج الرابع عشر. سانتياغو رامون إي كاخال (2001-2002)
- الفوج الخامس عشر. كونراد أديناور (2002-2003)
- الفوج السادس عشر. فرانسيسكو دي غويا (2003-2004)
- الفوج السابع عشر. ميغيل دي سرفانتس (2004-2005)
- الفوج الثامن عشر. روبرت شومان (2005-2006)
- الفوج التاسع عشر. ماري كوري (2006-2007)
- الفوج العشرون. خوان كارلوس الأول ملك إسبانيا (2007-2008)
- الفوج الحادي والعشرون. فرانسيسكو فرنانديز أوردونيز (2008-2009)
- الفوج الثاني والعشرون. خافيير سولانا مادارياجا (2009-2010)
- الفوج الثالث والعشرون. الأمير فيليبي (2010-2011)
- الفوج الرابع والعشرون. خايمي كاروانا (2011-2012)
- الفوج الخامس والعشرون. مانويل بيزارو مورينو (2012-2013)
- الفوج السادس والعشرون. ماريو دراجي (2013-2014)
- الفوج السابع والعشرون. ريكاردو دييز هوخلايتنر (2014-2015)
- الفوج الثامن والعشرون. فيليبي غونزاليس (2015-2016)
- الفوج التاسع والعشرون. ليوبولدو كالفو سوتيلو (2016-2017)
- الفوج الثلاثون. هلموت كول (2017-2018)

## الجوائز

### الميدالية الفضية
تم تسليم الميدالية الفضية إلى خوسيه ماريا أزنار، وبطرس بطرس غالي، وخوسيه مانويل باروسو، ومانويل فراغا، ورودريغو راتو، وبيدرو سولبيس، وخايمي مايور أوريجا، ولويولا دي بالاسيو، وخافيير سولانا، ورينيه جان دوبوي، وخافيير إلورزا، وآخرين. يمكن أيضًا منح المؤسسات جائزة مثل أكاديمية لاهاي للقانون الدولي.

### الميدالية الذهبية
تم منح الميدالية الذهبية إلى خوان كارلوس الأول، وإلى فيليبي جونزاليس، وإلى خوسيه مانويل باروسو، رئيس المفوضية الأوروبية.

## روابط خارجية
- الموقع الرسمي

41°39′13″N 0°53′00″W / 41.65351°N 0.88326°W